# Fighting Temptation
„Fighting Temptation“ je píseň americké zpěvačky Beyoncé a Missy Elliott, MC Lyte a Free. Píseň byla napsána Beyoncé, Missy Elliott, Lanou Moorer, Marií Wright, Jonathanem Burksou, LaShaunem Owensem, Karriemem Mackem a Walterem Murphym. Objevila se na soundtracku k filmu "The Fighting Temptations", ve kterém si zahrála sama Beyoncé. Singl vyšel 5. července 2003 vydavatelstvím Columbia Records.

## Videoklip
Videoklip k písni "Fighting Temptation" byl režírovaný Anttiegem Jokinem. Natáčel se nedaleko Los Angeles na konci června roku 2003. Finální verze videoklipu je propojena se scénami filmu.Registrován pak materiál byl propojen se scénami z filmu,. 

## Seznam písní
- Evropský CD singl[1]

1. "Fighting Temptation" – 3:51
2. "I Know" – 3:42

## Pozice v žebříčcích
| Žebříček (2003)                                 | Nejvyšší pozice |
| ----------------------------------------------- | --------------- |
| Us Billboard Bubbling Under R&B/Hip-Hop Singles | 116             |
| Žebříček (2004)                                 | Nejvyšší pozice |
| Belgian Ultratop 50 (Vlámsko)                   | 37              |
| Dutch Top 40                                    | 13              |
| German Singles Chart                            | 54              |
| Swiss Singles Chart                             | 42              |